# Verona illustrata
Verona illustrata è l'opera monumentale di Scipione Maffei. Divisa in 4 tomi, pubblicata nel 1732, riprese e approfondì molte ricerche storiche intraprese in passato e mirò a fornire una ricostruzione d'insieme delle vicende storiche e artistiche che avevano riguardato Verona dall'età classica in avanti.
Maffei fornì una sistematica ricognizione dei siti, monumenti e manufatti di età antica, medievale e moderna della città scaligena.